# Evangelický kostel (Trnava)

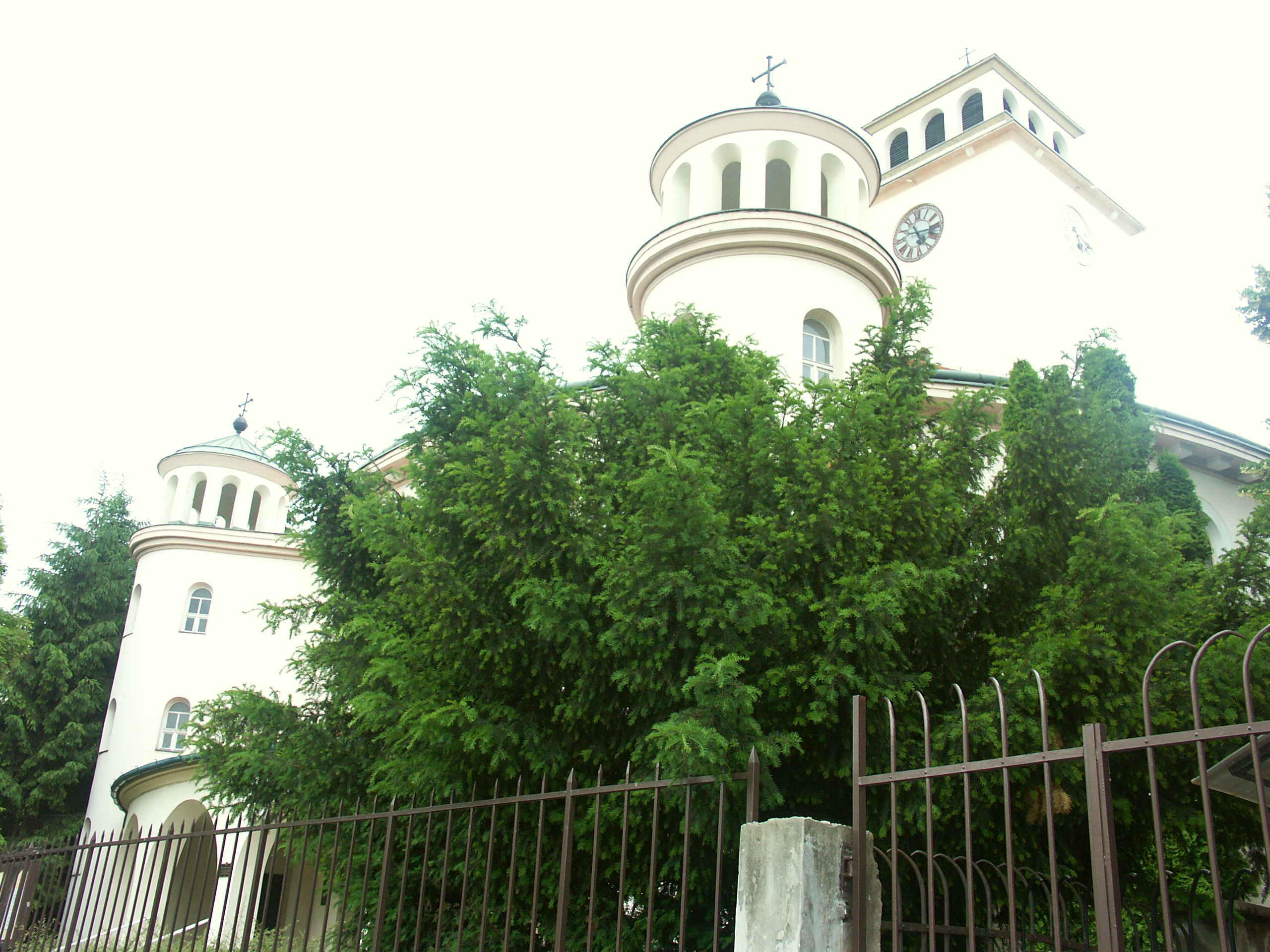
Evangelický kostel

Evangelický kostel v Trnavě je kostel postavený architektem Josefem Markem v roce 1924. Nachází se v těsné blízkosti městských hradeb. Kostel je zajímavý amfiteátrovým uspořádáním interiéru a závěsným stropem. Byl postaven ve stylu funkcionalismu na náměstí SNP.

## Situace před vznikem
Evangelický sbor je vzpomínaný jako součást Šintavského seniorátu v 16. století. V roce 1619 si sbor postavil kostel, který užíval až do roku 1709, a který jim v roce 1730 zbourali. Po vydání tolerančního patentu v roce 1804 se osamostatnila část Modra a dostala právo používat sakristie Univerzitního kostela - Invalidovnu. Začátkem 20. století vládla hospodářská krize a realizovány byly jen nejpotřebnější stavby pro dělníky. Za takových poměrů překvapil sbor evangelické církve, který se ujal výstavby kostela pro věřící.

## Soutěžní návrhy
Soutěžní podmínky vypsal v roce 1923 evangelický farář Miloš Rupeldt. Přispěl v nich radou pro situační a dispoziční řešení evangelického kostela. První cena nebyla udělena. Druhou cenu získal architekt Gahura ze Zlína, třetí architekt Tvarožek z Bratislavy. Ceny obdrželi hlavně pro amfiteatrální půdorys přizpůsobený duchu evangelického obřadu. Celková úroveň soutěže však byla velmi slabá a tak byl projekt zadán místnímu architektu Josefu Markovi, který pomocí evangelického sboru a přesných informací rozřešil dispozice evangelického kostela.

## Architektura

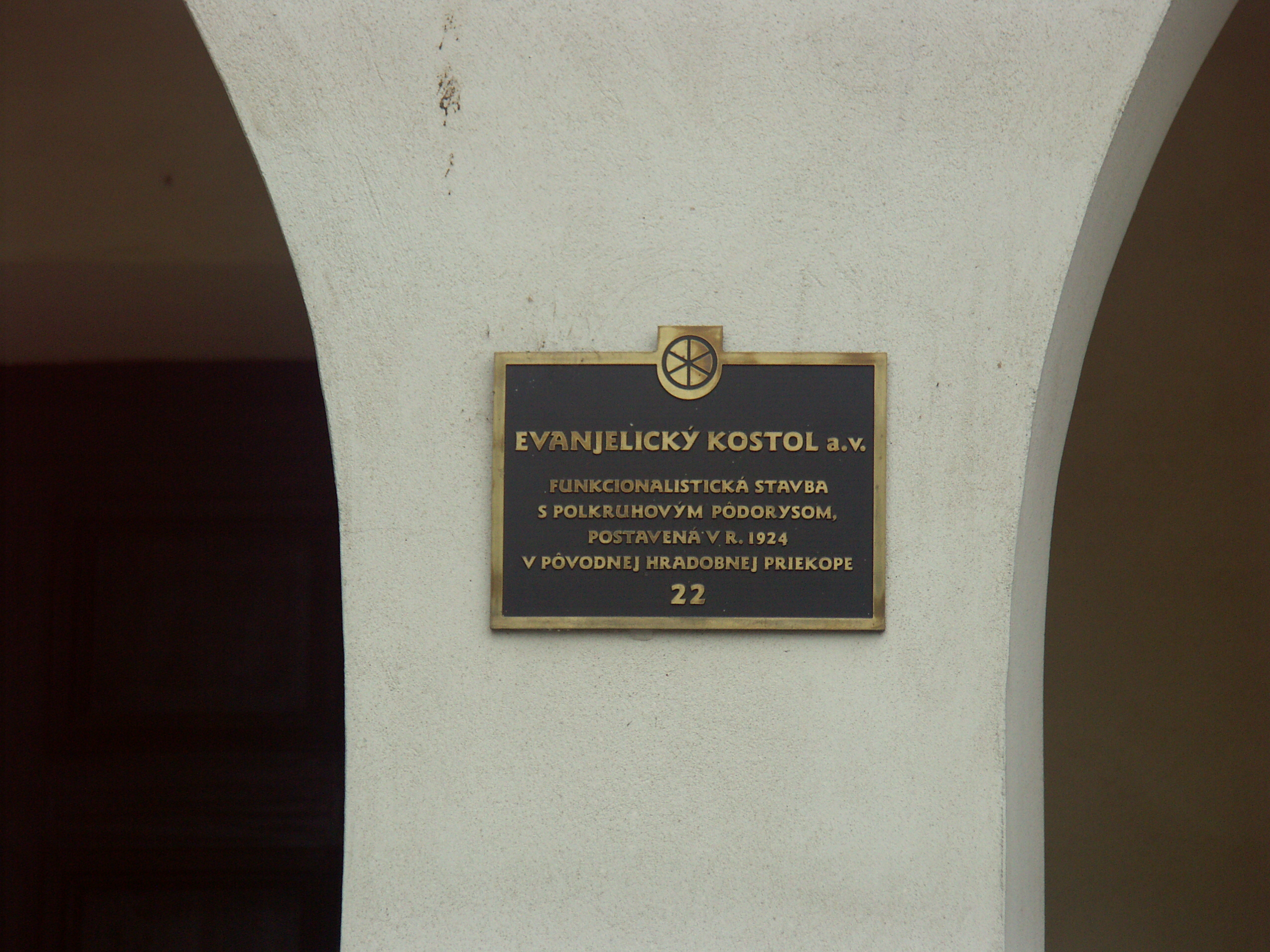
Informační popisek na kostele

### Exteriér
Objekt evangelického kostela je umístěn na náměstí SNP v těsném kontaktu s městskými hradbami. Architektonická kompozice kostela je realizací reformačních názorů na koncepci kostela, jak je v poválečných časech zformuloval biskup Juraj Janoška. Monumentálně působící průčelí se opírá na severní straně o masivní hmotu věže čtvercového půdorysu, která je ukončena nadstavbou zvonice s hodinami a zvony.Je částečně vysunuta z uzavřeného půdorysného schématu. Exteriér je v přízemí rozšířený arkádovým ochozem, z něhož vedou ve dvou predstavěných válcových věží schodiště na emporu. Arkádový ochoz byl původně zasklený.

### Interiér
Celý interiér je orientován ke kazatelně, proto má půdorys kostela půlkruhový tvar. V tomto směru má uspořádané řady sedadel s emporou. Přístup na emporu je ze dvou bočních válcových věží. Jednoduché průčelí interiéru je doplněno trojicí výklenků. V prostředním, největším je umístěna kazatelna a před ní oltář se sochou Krista podle Canovy. V bočních nikách je křtitelnice a prostor pro pěvecký sbor. Interiér kostela prosvětluje řada půlkruhový zakončených vysokých oken. Posvěcení kostela provedli 18. října 1924 tehdejší biskupové Juraj Janoška a Samuel Zoch. V roce 1974 byl jednoduchý interiér doplněn závěsným podhledovým stropem.